# Dennis Flores
Dennis Flores Cortés (ur. 18 września 1993 w Pasadenie) – amerykański piłkarz pochodzenia meksykańskiego występujący na pozycji prawego pomocnika.